# Provincia di Vercelli
La provincia di Vercelli (provincia ëd Vërsèj in piemontese) è una provincia italiana del Piemonte di 165 393 abitanti.
Confina a nord con la provincia del Verbano-Cusio-Ossola e con la Svizzera (Canton Vallese), tramite il comune di Alagna Valsesia, a est con la provincia di Novara e con la Lombardia (provincia di Pavia), a sud con la provincia di Alessandria, a ovest con la città metropolitana di Torino, la provincia di Biella e con la Valle d'Aosta.

## Storia
È una delle più antiche province italiane che, nel periodo napoleonico, aveva la denominazione di "Dipartimento del Sesia". Dopo la Restaurazione, nonostante la sua lunga storia e alcuni eventi nei quali la popolazione vercellese si era distinta per il proprio patriottismo (come l'allagamento delle terre di risaia per fermare le truppe austriache dopo la battaglia di Novara) il Decreto Rattazzi (R.D. 23 ottobre 1859, n. 3702) — un atto da molti ritenuto di totale cecità storico-politica e di mancata riconoscenza per il vercellese — assegnò Vercelli alla provincia di Novara.
I vercellesi, abituati ad essere capoluogo e libero Comune sin dai tempi della affiliazione alla Lega Lombarda schierata contro il Barbarossa, reagirono assai male e definirono l'abolizione della provincia un "dispetto democratico". Si arrivò persino a proporre una sorta di boicottaggio nei confronti dello Stato nel quale si invitavano le Autorità cittadine a rinunciare tutte, dalle massime alle minori, ai loro uffici, che come nessun Vercellese dovrà accettare più, finché non ci sia resa quella giustizia che ci è dovuta. Le proteste (appoggiate soprattutto dal giornale La Sesia) andarono avanti per quasi settant'anni, finché il 22 dicembre 1926 al segretario comunale di Vercelli giunse un telegramma da Roma, firmato da Benito Mussolini in persona, che recava:
(Benito Mussolini)
Fu istituita, dunque, con la riforma delle circoscrizioni provinciali disposta da Benito Mussolini con il regio decreto 2 gennaio 1927, n. 1, del  per scorporo dalla provincia di Novara i circondari di Vercelli, Biella e Varallo.
Vercelli festeggiò questa conquista con cui si separava dalla provincia di Novara, salvo poi accorgersi che Mussolini aveva suddiviso i confini in maniera superficiale, assegnando alla provincia di Vercelli anche la val d'Ossola. Una dettagliata relazione sull'argomento venne inviata d'urgenza a Roma dove il Ministero dell'interno nel gennaio 1927 riassegnò l'Ossola alla provincia di Novara.
Nel 1929 la provincia di Vercelli cedette il comune di Campello Monti alla provincia di Novara, oggi frazione di Valstrona nel Verbano-Cusio-Ossola.
Fu invece il Governo Andreotti nel 1992 a dividere i due territori eusebiano e laniero istituendo la provincia di Biella con il distacco del circondario omonimo, portando la provincia di Vercelli ai confini che durano tuttora.
Il 1º gennaio 2018 il numero dei comuni diminuiva da 86 a 83, a causa di due fusioni: Rima San Giuseppe e Rimasco formano il nuovo comune di Alto Sermenza, mentre Breia e Cellio formano il nuovo comune di Cellio con Breia e l'incorporazione di Sabbia in Varallo. Dal 1º gennaio 2019 passava a 82 per l'incorporazione di Riva Valdobbia in Alagna Valsesia.

### Simboli
Lo stemma attuale è stato concesso con decreto del presidente della Repubblica del 5 luglio 1964. La sua composizione vuol celebrare le 36 medaglie d'oro al valor militare che i cittadini vercellesi conquistarono nelle Guerre di Indipendenza e nella Grande Guerra, ma poiché il loro numero è progressivamente cresciuto dalle 17 del 1929 alle 36 del 1964, sono esistite altre cinque versioni dello stemma con differente numero di stelle d'oro e differente disposizione.

## Società

### Qualità della vita
La seguente tabella riporta le posizioni occupate dalla provincia di Vercelli nelle graduatorie pubblicate ogni anno da Il Sole 24 Ore, che misura la vivibilità delle 107 province italiane attraverso una serie di dati statistici e da Legambiente, che nell'ambito del rapporto «Ecosistema urbano» misura la qualità ambientale delle città capoluogo di provincia. Fra la 18ª e la 20ª edizione della ricerca, i comuni sono stati valutati separatamente a seconda della popolazione; Vercelli è stata collocata nel gruppo delle «città piccole»
| Anno | Qualità della vita (Il Sole 24 ore) | Ecosistema urbano (Legambiente) |
| ---- | ----------------------------------- | ------------------------------- |
| 2001 | -                                   | 74°                             |
| 2002 | -                                   | 43°(+31)                        |
| 2003 | 37°                                 | 65°(-22)                        |
| 2004 | 28°(+9)                             | 68°(-3)                         |
| 2005 | 39°(-11)                            | 72°(-4)                         |
| 2006 | 48°(-8)                             | 73°(-1)                         |
| 2007 | 62°(-13)                            | 90°(-17)                        |
| 2008 | 42°(+19)                            | 67°(+23)                        |
| 2009 | 33°(+9)                             | 47°(+20)                        |
| 2010 | 52°(-19)                            | 44°(+3)                         |
| 2011 | 59°(-7)                             | 36°(+8)                         |
| 2012 | 58°(+1)                             | 30°(+6)                         |
| 2013 | 60°(-2)                             | 21°(+9)                         |
| 2014 | 60°(=)                              | 52°(-31)                        |
| 2015 | 54°(+6)                             | 64°(-12)                        |
| 2016 | 46°(+8)                             | 61°(+3)                         |
| 2017 | 44°(+2)                             | 27°(+34)                        |
| 2018 | 46°(-2)                             | 37°(-10)                        |
| 2019 | 62°(-16)                            | 44°(-7)                         |

## Geografia e trasporti
La provincia di Vercelli, perlomeno per com'è definita oggi, si suddivide grossomodo in tre aree geografiche: Le Grange, ovvero le enormi distese risicole a sud del segmento ferro-stradale Padana Superiore, la Baraggia, ovvero l'area compresa fra la Padana Superiore e l'imbocco della Valsesia, e la stessa Valsesia.
Nella zona delle Grange, a breve distanza dal Po (comune di Trino), vi è la centrale nucleare Enrico Fermi, in disuso a seguito dei risultati del referendum dell'8 novembre 1987. Alcuni km a nord-ovest della stessa (nei pressi di Leri Cavour) sorge invece la centrale Enel a ciclo combinato gas-vapore Galileo Ferraris, spesso confusa con la precedente per le due alte torri di raffreddamento. In effetti anche questo secondo impianto è nato come nucleare ma successivamente è stata convertita in centrale a gas naturale.

### Strade
La provincia di Vercelli è attraversata da tre autostrade: la A4 Milano-Torino, la bretella Santhià-Ivrea, che collega la A4 con la Torino-Aosta e la A26 Voltri-Sempione, che attraversa il territorio vercellese da sud a nord per un breve tratto a sud del capoluogo, passando poi nella vicina provincia di Novara. Inoltre è attraversata da strade statali e regionali di notevole importanza, oltre che da strade provinciali.

### Ferrovie
- Torino-Milano, attraversa orizzontalmente la provincia, passando per Vercelli e Santhia;
- Vercelli-Pavia, staccatasi dalla Milano Torino alla periferia del capoluogo si dirige verso Mortara, uscendo subito dalla provincia, sfiorando la Provincia di Novara con la stazione dismessa di Vinzaglio;
- Vercelli-Casale, esce dalla città e si dirige verso sud, entrando poi in provincia di Alessandria, saltando il Po;
- Santhià-Biella, esce dalla cittadina e si dirige verso la provincia di Biella in un percorso spesso parallelo alla statale 143;
- Santhià-Arona, che da Santhià passa per Rovasenda, ove incrocia la passante Novara-Biella, e infine saltato il fiume Sesia entra in provincia di Novara, dirigendosi verso Arona;
- Ferrovia Novara-Varallo

### Trasporto pubblico locale
Il principale gestore del trasporto pubblico locale nella provincia è ATAP, acronimo di Azienda Trasporti Automobilistici Pubblici.

### Aree protette
Una parte del territorio provinciale è tutelata dalle seguenti aree protette regionali:
- Parco naturale dell'Alta Val Sesia e dell'Alta Val Strona (che in parte coinvolge la provincia del Verbano-Cusio-Ossola)
- Riserva naturale speciale dell'Isolone di Oldenico;
- Riserva naturale orientata delle Baragge (che in parte coinvolge la provincia di Biella e quella di Novara);
- Riserva naturale speciale della Garzaia di Carisio;
- Parco naturale delle Lame del Sesia (che in parte coinvolge la provincia di Novara);
- Parco naturale del Monte Fenera (che in parte coinvolge la provincia di Novara);
- Parco naturale del Bosco delle Sorti della Partecipanza di Trino;
- Riserva naturale speciale del Sacro Monte di Varallo;
- Parco del Po Torinese (che in parte coinvolge la provincia di Novara e quella di Torino).

## Economia

### Turismo
La Provincia di Vercelli ha nei suoi due poli, i punti di maggiore interesse turistico. Il capoluogo, Vercelli conserva nel suo centro storico siti come la Basilica romanico-gotica di Sant'Andrea con annesso campanile Dal Verme e chiostro universitario dove insegnò nello "Studium" Sant'Antonio da Padova (1219-1227, primo esempio in Italia dello stilema Gotico, una delle 100 chiese più importanti al mondo), la Pinacoteca Borgogna (la seconda in Piemonte) il Museo del Tesoro del Duomo (Crocefisso dell'Anno Mille e il "Vercelli Book", testimonianza scritta più antica conosciuta della lingua proto-inglese), la Chiesa di San Marco, che ogni anno - da febbraio a giugno - accoglie i capolavori del Guggenheim, la Basilica di Sant'Eusebio (spoglie di Eusebio, Patrono del Piemonte, e Madonna dello schiaffo di Benedetto Antelami), il Museo Leone, piazza Cavour, la Sinagoga, il Salone Dugentesco dell'ex Ospedale Maggiore Sant'Andrea, la chiesa di San Cristoforo (con i capolavori di Gaudenzio Ferrari) e i Castelli della Bassa Vercellese.
La Valsesia è l'altro vertice della provincia di Vercelli maggiormente interessata dalle attività turistiche, grazie alla presenza del Sacro Monte di Varallo. Questo complesso monumentale è il più antico dei Sacri Monti, essendo stato eretto a partire dal 1491 da Bernardino Caimi, frate Minore Osservante, già custode in Terra santa.
Nel 2003 il Sacro Monte di Varallo è stato inserito dall'UNESCO nella Lista del Patrimonio dell'Umanità insieme ad altri sei Sacri Monti piemontesi. Un forte richiamo è costituito anche dal fiume Sesia, uno dei più importanti corsi d'acqua in Italia per gli sport fluviali, e da alcune località sciistiche, in particolare Mera e Alagna Valsesia.

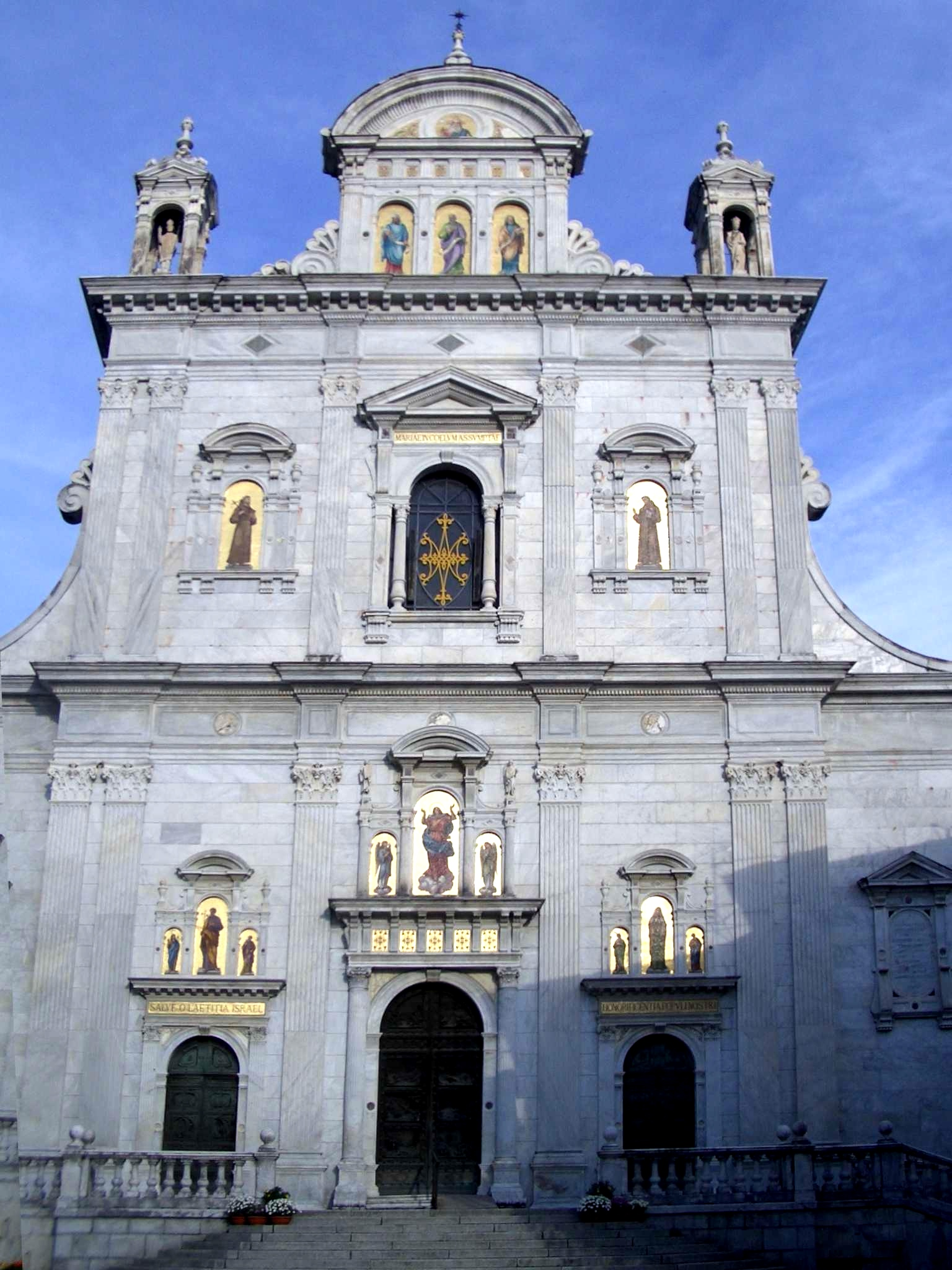
Sacro Monte di Varallo Basilica
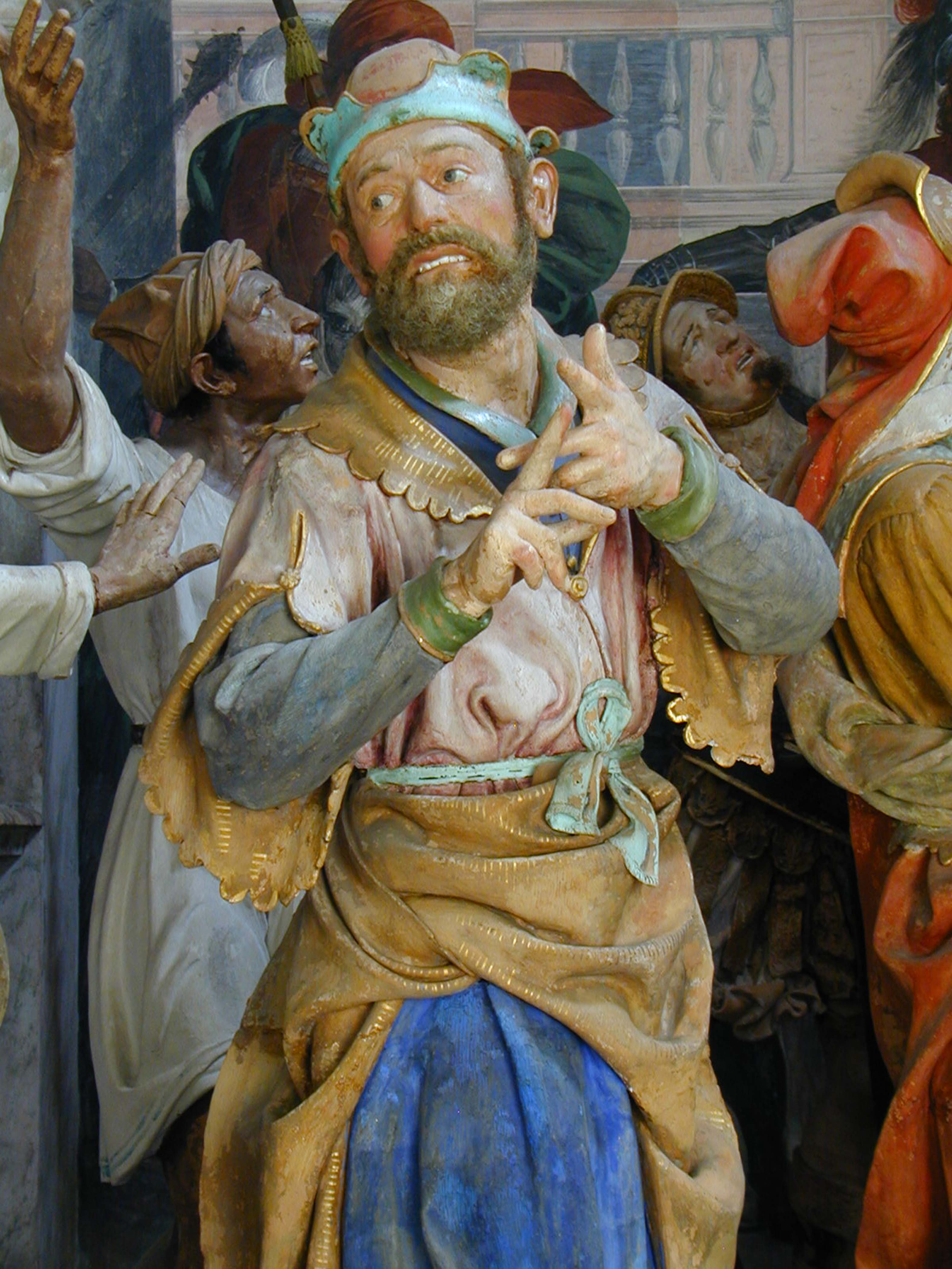
Sacro Monte di Varallo Cappella XXXIII. Giovanni d'Enrico, Ecce Homo, 1608-9
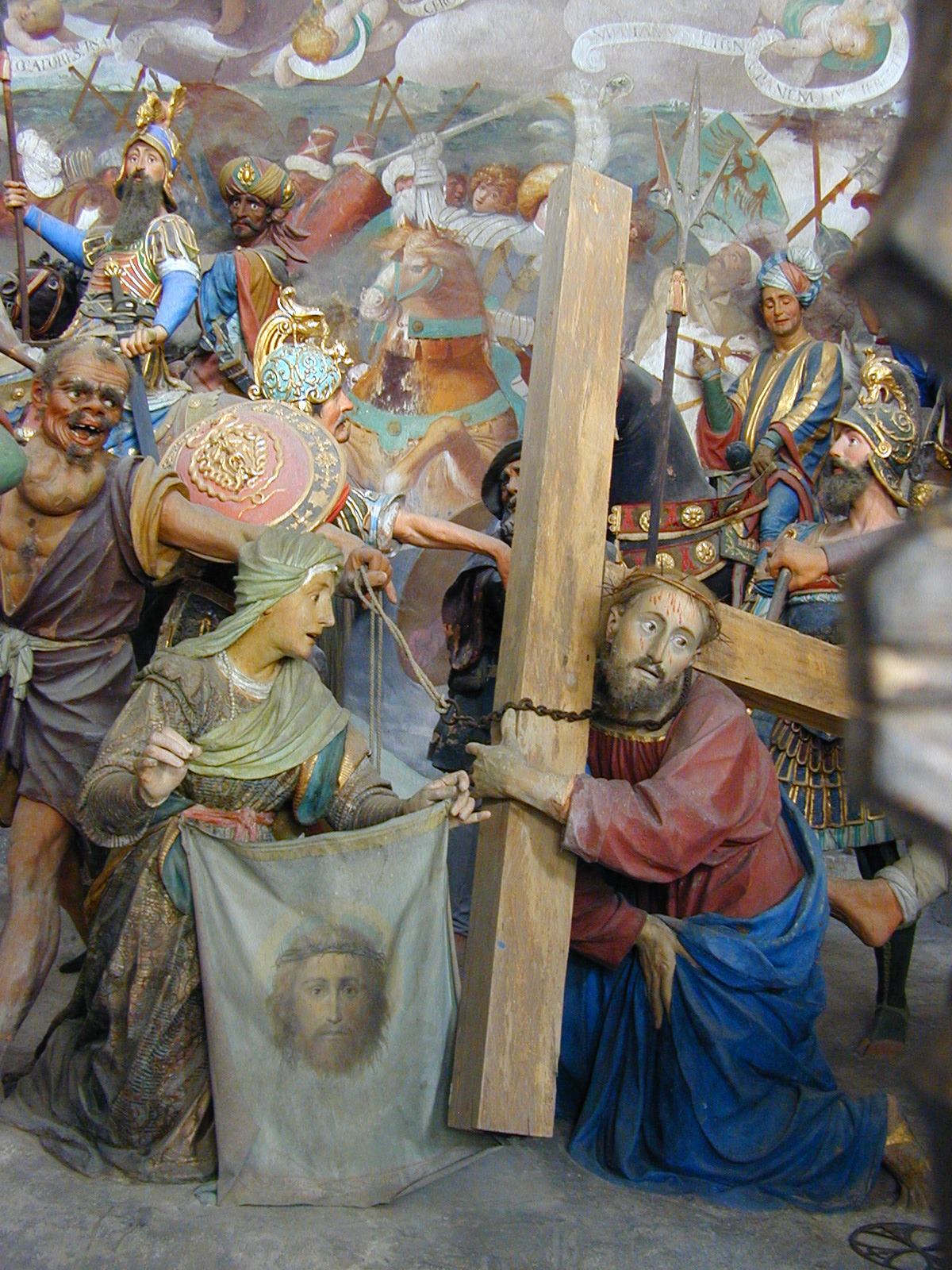
Sacro Monte di Varallo Tabacchetti e Giovanni d'Enrico, Salita al Calvario, 1599-1600
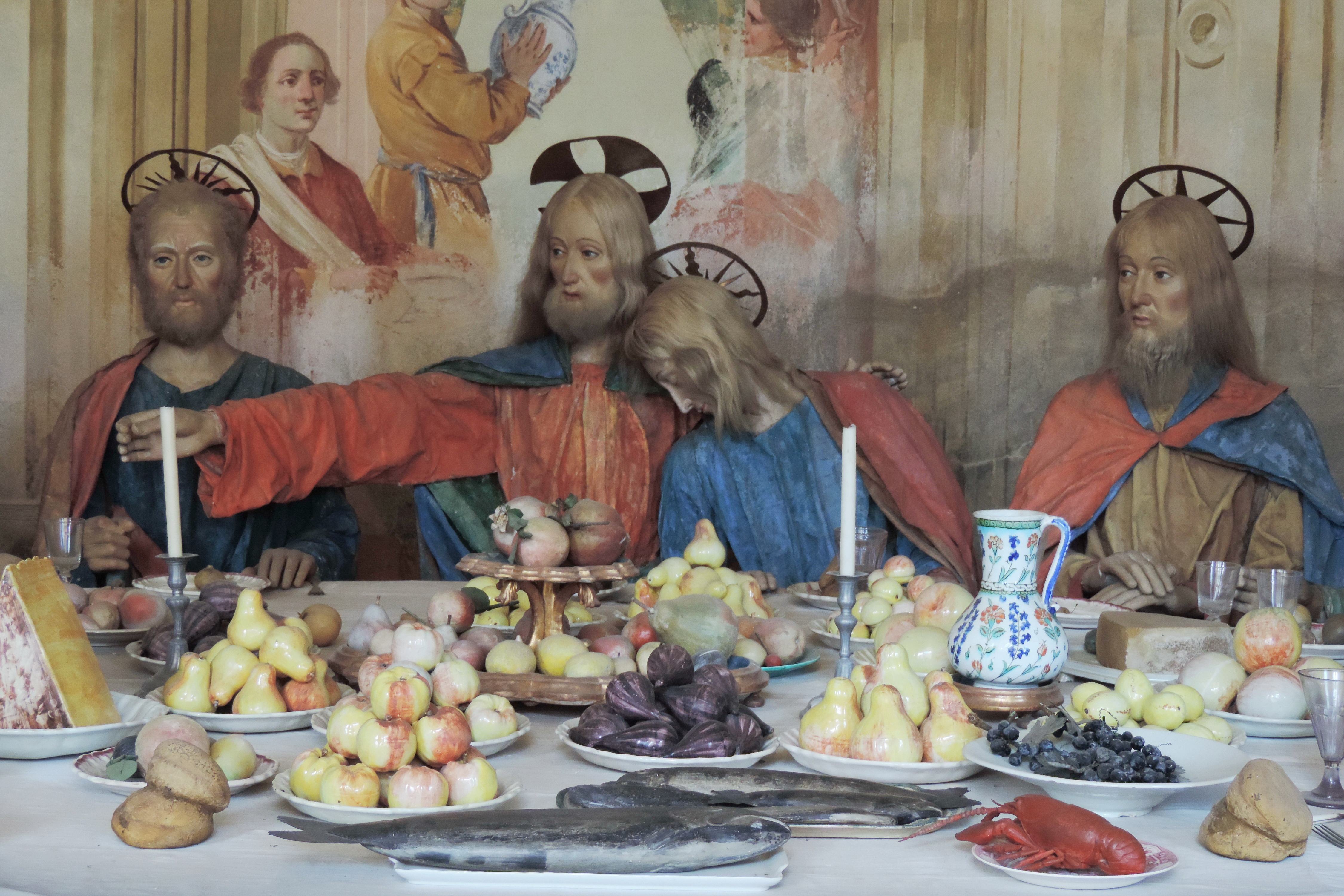
Sacro Monte di Varallo Cappella XX. L'Ultima Cena

### Agricoltura
Tutte queste zone sono rinomate per la coltivazione del riso.
La regione è riconosciuta come la più risicola d’Italia possedendo 114.000 ettari dedicati alla coltivazione, dei quali 71.000 ettari appartengono al vercellese che detiene quasi il 70% della produzione e della superficie piemontese a dimostrazione di quanto questo cereale sia prezioso per l'economia locale.

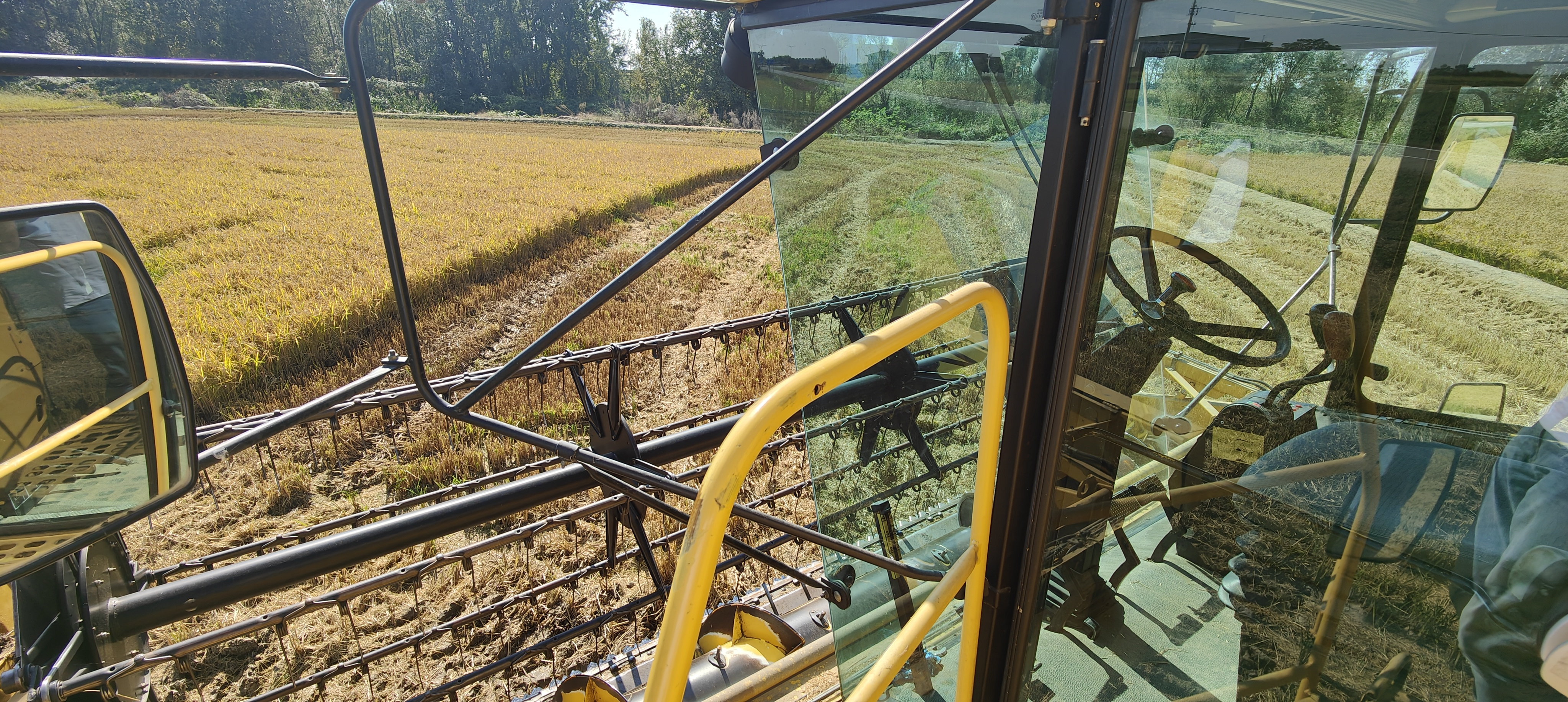
Vista dalla cabina di una mietitrebbiatrice nei campi attorno ad Asigliano nel periodo del raccolto (metà settembre sino ai primi di novembre). La semina, a secondo del tipo di riso, si fa da fine aprile sino a metà maggio

## Comuni
Appartengono alla provincia di Vercelli i seguenti 82 comuni:
| - Alagna Valsesia - Albano Vercellese - Alice Castello - Alto Sermenza - Arborio - Asigliano Vercellese - Balmuccia - Balocco - Bianzè - Boccioleto - Borgo Vercelli - Borgo d'Ale - Borgosesia - Buronzo - Campertogno - Carcoforo - Caresana - Caresanablot - Carisio - Casanova Elvo - Cellio con Breia - Cervatto - Cigliano - Civiasco - Collobiano - Costanzana - Cravagliana | - Crescentino - Crova - Desana - Fobello - Fontanetto Po - Formigliana - Gattinara - Ghislarengo - Greggio - Guardabosone - Lamporo - Lenta - Lignana - Livorno Ferraris - Lozzolo - Mollia - Moncrivello - Motta de' Conti - Olcenengo - Oldenico - Palazzolo Vercellese - Pertengo - Pezzana - Pila - Piode - Postua - Prarolo - Quarona | - Quinto Vercellese - Rassa - Rimella - Rive - Roasio - Ronsecco - Rossa - Rovasenda - Salasco - Sali Vercellese - Saluggia - San Germano Vercellese - San Giacomo Vercellese - Santhià - Scopa - Scopello - Serravalle Sesia - Stroppiana - Tricerro - Trino - Tronzano Vercellese - Valduggia - Varallo - Vercelli - Villarboit - Villata - Vocca |

### Comuni più popolosi
| Posizione | Stemma | Città            | Popolazione (ab) | Superficie (km²) | Densità (ab./km²) | Altitudine (m s.l.m.) |
| --------- | ------ | ---------------- | ---------------- | ---------------- | ----------------- | --------------------- |
| 1°        |        | Vercelli         | 45.323           | 79,78            | 579,69            | 130                   |
| 2°        |        | Borgosesia       | 11.243           | 41,09            | 310,66            | 354                   |
| 3°        |        | Santhià          | 9.873            | 53,13            | 164,62            | 183                   |
| 4°        |        | Gattinara        | 8.304            | 33,67            | 237,48            | 265                   |
| 5°        |        | Crescentino      | 8.071            | 48,22            | 161,84            | 154                   |
| 6°        |        | Varallo          | 7.253            | 102,97           | 70,44             | 450                   |
| 7°        |        | Trino            | 7123             | 70,61            | 104,02            | 130                   |
| 8°        |        | Serravalle Sesia | 5.218            | 20,91            | 238,83            | 313                   |
| 9°        |        | Cigliano         | 4.573            | 25,31            | 179,57            | 237                   |
| 10°       |        | Livorno Ferraris | 4.562            | 58,03            | 75,03             | 188                   |
| 11°       |        | Quarona          | 4.215            | 16,16            | 259,22            | 401                   |
| 12°       |        | Saluggia         | 4.193            | 31,6             | 129,97            | 194                   |